# Krasnodar

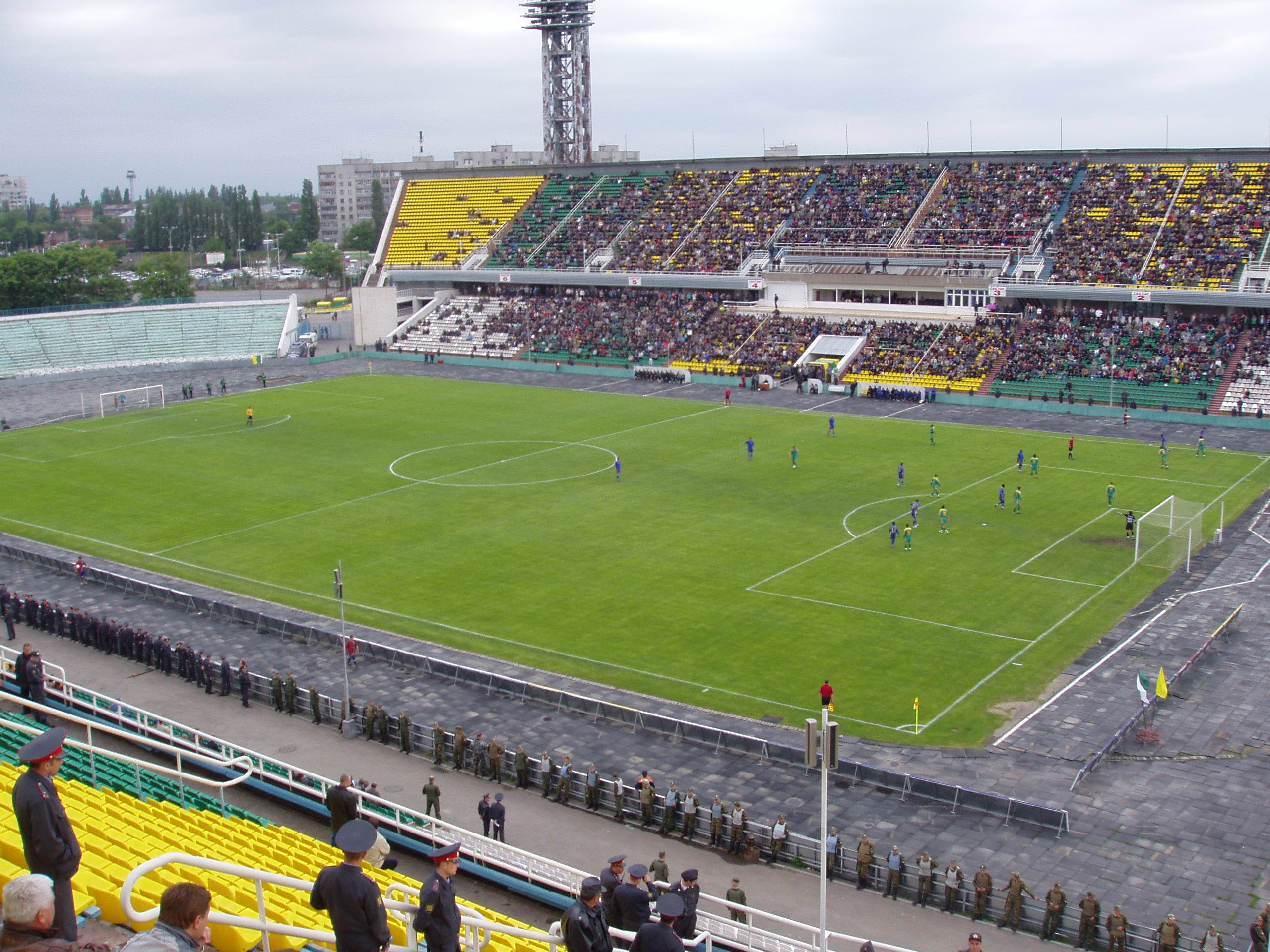
Kuban Stadium, FC Kuban Krasnodars hemmaplan.

Krasnodar (ryska: Краснода́р) är en stad i södra Ryssland och är huvudort i Krasnodar kraj. Staden grundades 1793 av Katarina II under namnet Jekaterinodar ("Katarinas gåva") som centrum för kubankossackerna, och är belägen vid floden Kuban. Namnet ändrades till Krasnodar i december 1920. Krasnodar har en internationell flygplats samt en tågförbindelse med bland annat Moskva. Folkmängden uppgår till cirka 830 000 invånare. Från Krasnodar härstammar Anna Netrebko, en av världens främsta operasångare.
Under ryska inbördeskriget var Krasnodar 1918–1919 militärbas för Lavr Kornilov och Anton Denikin.

## Stadens administrativa områden

### Staden
Krasnodar är indelat i fyra stadsdistrikt:
| Stadsdistrikt | Invånarantal 9 oktober 2002 | Invånarantal 14 oktober 2010 | Invånarantal 1 januari 2015 |
| ------------- | --------------------------- | ---------------------------- | --------------------------- |
| Karasunskij   | 173 025                     | 210 530                      | 221 344                     |
| Prikubanskij  | 156 086                     | 206 280                      | 254 888                     |
| Tsentralnyj   | 158 743                     | 159 164                      | 175 369                     |
| Zapadnyj      | 158 321                     | 169 021                      | 178 076                     |
| TOTALT        | 646 175                     | 744 995                      | 829 677                     |

Stadsgränsen har ändrats efter 2002, så stadens område för 2002 och senare år är inte jämförbara. Se kommentar till listan nedan.

### Administrativt område
Krasnodar administrerar även områden utanför själva centralorten:
| Ort/område       | Invånarantal 9 oktober 2002 | Invånarantal 14 oktober 2010 | Invånarantal 1 januari 2015 |
| ---------------- | --------------------------- | ---------------------------- | --------------------------- |
| Krasnodar        | 646 175                     | 744 995                      | 829 677                     |
| Kalinino         | 34 152                      | Ingen uppgift                | Ingen uppgift               |
| Pasjkovskij      | 43 077                      | Ingen uppgift                | Ingen uppgift               |
| Landsbygd        | 67 950                      | Se nedan                     | 88 178                      |
| Belozernyj       | Ingen uppgift               | 4 342                        | Ingen uppgift               |
| Berezovyj        | Ingen uppgift               | 6 743                        | Ingen uppgift               |
| Industrialnyj    | Ingen uppgift               | 4 785                        | Ingen uppgift               |
| Jelizavetinskaja | Ingen uppgift               | 24 755                       | Ingen uppgift               |
| Lenina           | Ingen uppgift               | 7 395                        | Ingen uppgift               |
| Starokorsunskaja | Ingen uppgift               | 12 238                       | Ingen uppgift               |
| Znamenskij       | Ingen uppgift               | 6 242                        | Ingen uppgift               |
| Zonalnyj         | Ingen uppgift               | 3 565                        | Ingen uppgift               |
| Övrig landsbygd  | Ingen uppgift               | 17 472                       | Ingen uppgift               |
| TOTALT           | 791 354                     | 832 532                      | 917 855                     |

Kalinino och Pasjkovskij är numera sammanslagna med centrala Krasnodar.

## Sport
Staden har två fotbollslag (FK Krasnodar och FK Kuban Krasnodar) som säsongen 2013-2014 spelade i den högsta ryska ligan (Premjer-Liga).
Den framgångsrike handbollsmålvakten Andrej Lavrov kommer från Krasnodar.